# Västra Handynastins kejsargravar

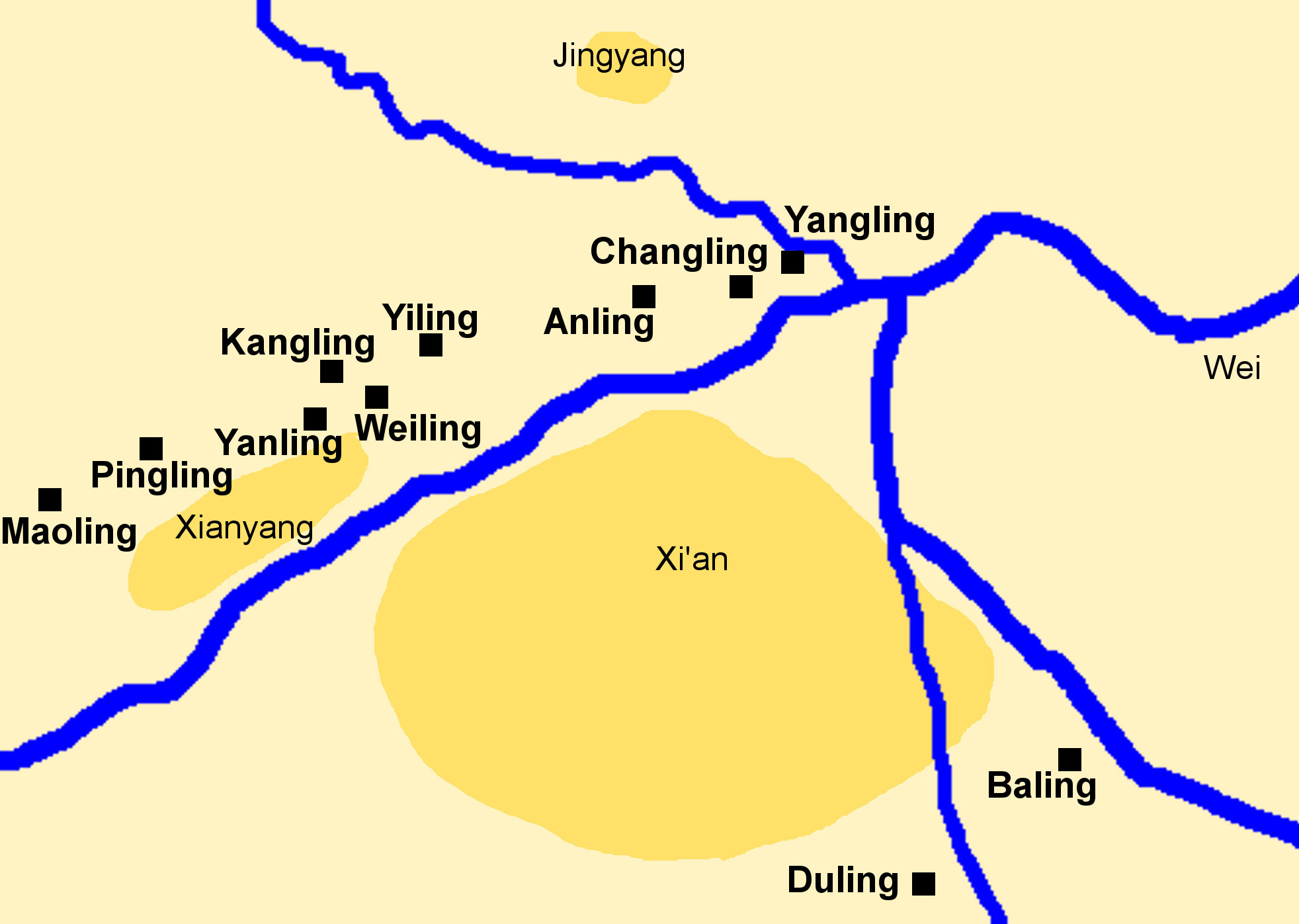
Västra Handynastins kejsargravar

Västra Handynastins kejsargravar (西汉帝陵; Xīhàn dìlíng) är en serie av elva kejserliga gravfält från den kinesiska Västra Handynastin (206 f.Kr.–24 e.Kr.) i Shaanxi-provinsen. Två av kejsarmausoleerna ligger sydost om dagens Xi'an, som då var Västra Handynastins huvudstad Chang’an, och de övriga nio mausoleerna ligger i ett pärlband i öst- västlig riktning norr om Weifloden i Xianyangprefekturen norr om Xi'an. Linjen av gravar sträcker sig från Xingping i väster till Pingling i ost. De nio gravområdena kan grovt delas i tre distrikt: Det östra kring Changling med Anling och Yangling, det västra med Maoling och Pingling och det centrala distriktet kring Weiling med Yanling, Yiling och Kangling. Det var officiellt tretton kejsare som regerade Västra Handynastin. Änkekejsarinnan Lü har ingen egen grav utan är begravd tillsammans i Changling tillsammans med Liu Bang. Det är oklart var Västra Handynastins sista kejsare, Ruzi Ying, är begravd. Uppförandet av gravkomplexen startade vanligen under respektive kejsares andra år som regent.
Med undantag av graven Yangling har ingen av gravarna blivit arkeologiskt utgrävd. Identifieringen av gravhögarna är huvudsakligen baserad på texter från den stele som är rest framför respektive grav. Västra handynastins gravar kom att bli en inspirationskälla för flera efterföljande dynastiers kejsargravar, såsom Tangdynastins arton kejsargravar och Sex Songmausoleum.

## Utförande
Undantaget Baling följer all kejsargravarna från Västra Handynastin ett samstämt arkitektoniskt mönster som i grunden är inspirerat från Qin Shi Huangdis mausoleum (död 210 f.Kr). Kejsarens gravkammare är täckt med en stor kvadratisk eller rektangulär trunkerad packad jordpyramid med en flat platå som toppyta. Basens sidor är vanligen 150 till 170 meter och höjden 20 till 30 meter. Maoling utmärker sig med att vara betydligt större. Några av gravarna är utformade med topplatå i två steg. Gravarna innehåller flera dekorerade kammare med gravgods, och gravområdet har rituella arkitektoniska inslag såsom processionsvägar och portar.
Murarna runt gravområdena är byggda av bauxit och flera är fortfarande synliga. Gravområdena är vanligen ungefär 410 till 430 meter långa och murarna var åtta till tio meter tjocka med en port i mitten längs varje sida med den östra som huvudentré. Layouten på gravområdena är ofta inspirerad av Changlepalatset eller Weiyangpalatset,
Alla de kejserliga gravområdena från Västra Handynastin innehåller flera gravar, ofta med egna gravhögar. Kejsarnas kejsarinnor är begravda på samma gravområde, men i separata gravkammare. Överlag är kejsarinnans grav mindre och placerad öster om kejsarens. Undantaget är kejsarinnan Lü som är begravd tillsammans med kejsare Liu Bang. I anslutning till gravområdena uppfördes även en gravstad där rika och inflytelserika personer bodde.
De första två gravarna Changling och Anling har rektangulär bas, medan de efterföljande har kvadratisk bas. På grund av erosion är det oklart exakt hur stora gravarna ursprungligen var, men baserat på Handynastins enhet för längd, bu (步), då 1,386 meter, är det sannolikt att basen för de två första garvarna var 100 gånger 120 bu (cirka 139 x 166 meter), och de efterföljande med kvadratisk bas hade sidlängderna 120, 160 eller 180 bu. (cirka 166, 222 eller 249 meter).
Gravhögarnas sidor är med varierande grad av exakthet orienterade i linje med väderstrecken. Några ligger med bara någon grads avvikelse medan andra varierar med upp till 14 graders avvikelse från nord-syd-axeln. En tänkbar förklaring till orienteringen av de gravar med de större avvikelserna är att vid tillämpningen av feng shui har hänsynen till den omgivande miljön vägt tyngre än orienteringen mot väderstrecken.
Graven Baling är det stora undantaget som avviker från allt ovan. Gravkamrarna i Baling är uthuggna direkt i ett naturligt berg. Det är oklart varför Baling avviker i utförandet, men en tänkbar förklaring kan ha varit ekonomisk, men det finns flera andra förslag till förklaringsmodeller.

## Gravarna

### Changling

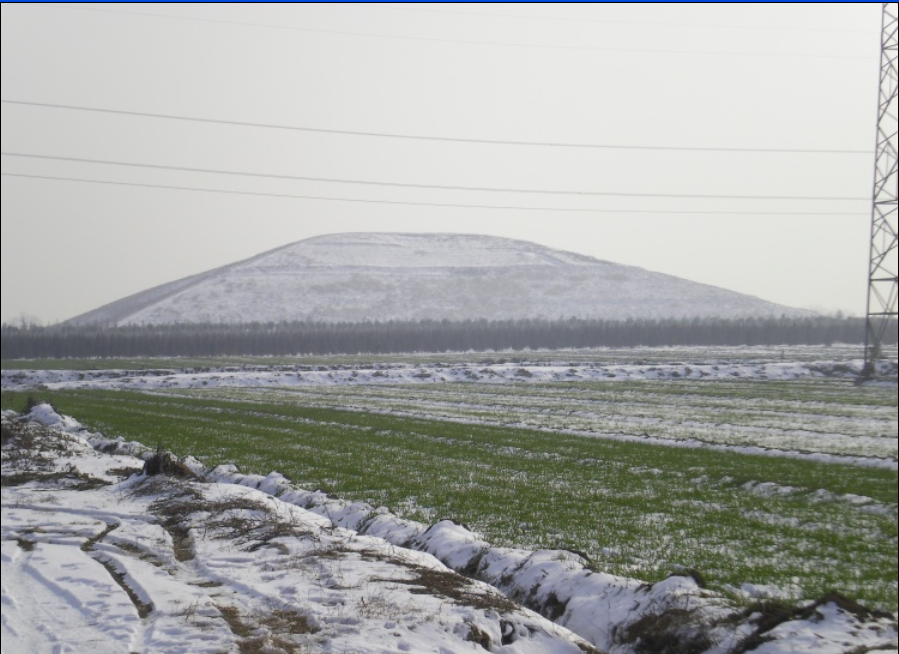
Changling

Changling ligger i köpingen Yaodian och är placerad norr om Weiyangpalatset på motsatt sida om Weifloden. Utförandet av Changling är inspirerat av Qin Shi Huangdis mausoleum, fast i mindre skala. Layouten på gravområdet är en kopia av Västra handynastins huvudstad Chang’an, dagens Xi'an. Gravpyramidens bas är 165 gånger 145 meter, och den är 32 meter hög.
I Changling är Handynastins grundare Liu Bang (död 195 f.Kr.) begravd tillsammans med sin kejsarinna Lü, som även själv regerade de sista sju åren innan hon avled 180 f.Kr. I närområdet runt Changling finns mer än 60 satellitgravar.

### Anling

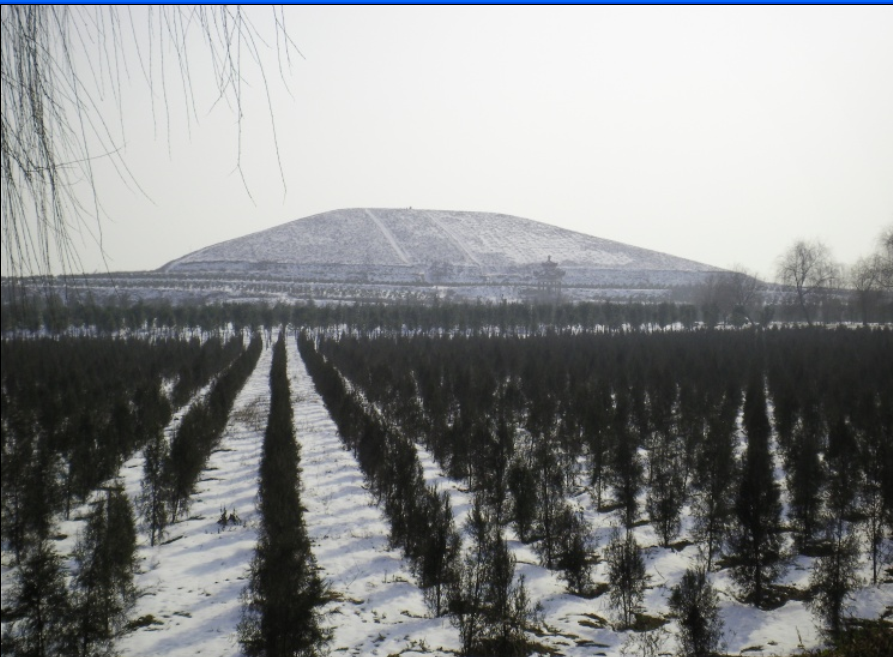
Anling

Anling ligger nordost om Xianyang väster om Changling.
I Anling är kejsar Hui (död 188 f.Kr.) begravd.
Gravpyramidens bas är 163 gånger 140 meter, och höjden är 28 meter.

### Baling
Baling ligger i sydöstra utkanterna av Xi'an.
I Baling är kejsar Wen (död 157 f.Kr.) begravd.
Baling utmärker sig bland Västra Handynastins kejserliga gravar med att inte ha någon gravhög. Gravkammaren är i stället byggd i ett naturligt berg. Balings gravkammare är uthuggen i en bergstopp med utsikt över Bafloden. Kejsarinnan Dous gravkammare finns 2 400 meter sydost om kejsarens. Balings metod att hugga ut gravkammaren i ett berg kom att bli en förlaga för många efterföljande gravar.
Baling är sannolikt plundrad på sitt gravgods.

### Yangling

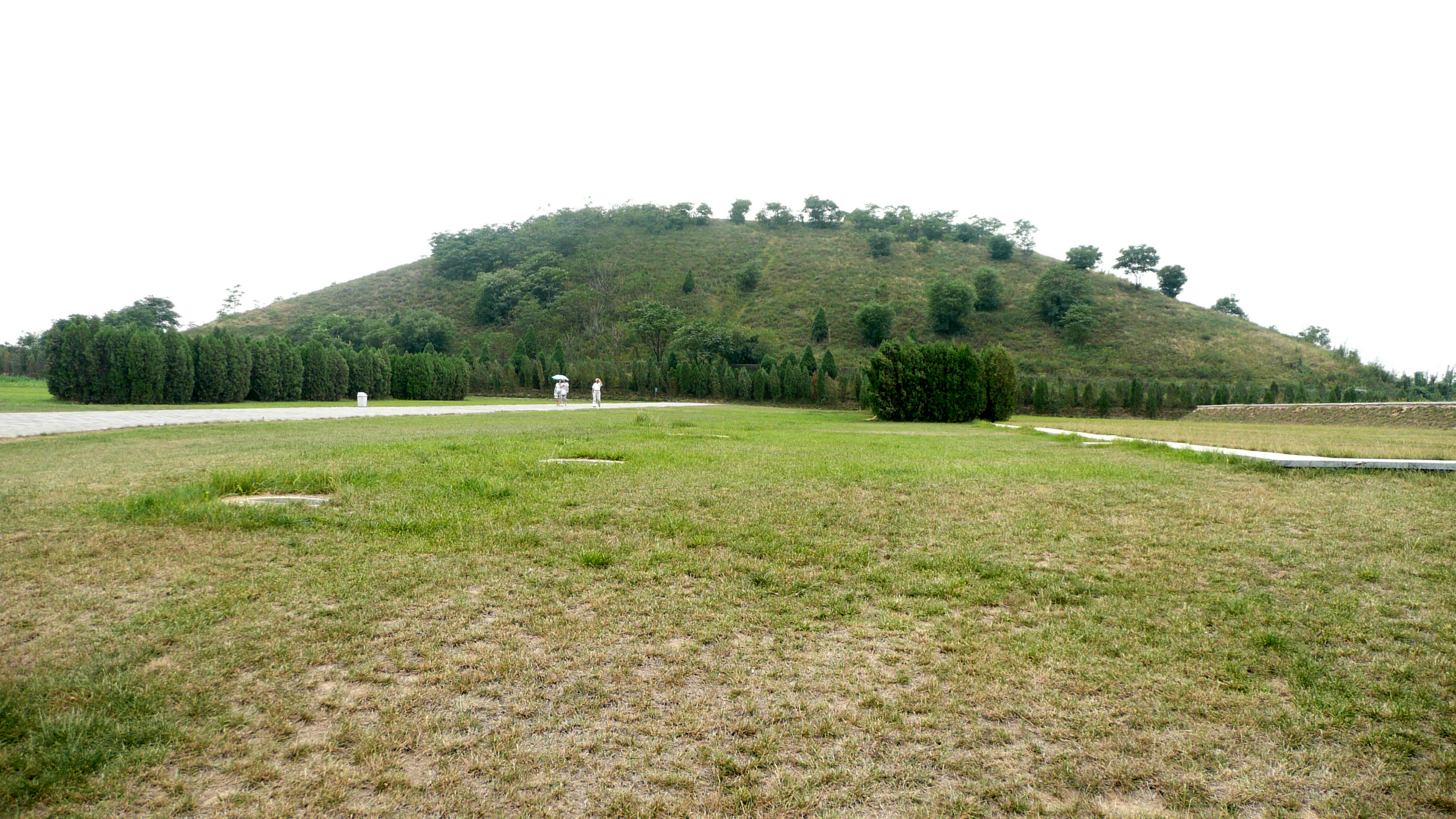
Yangling

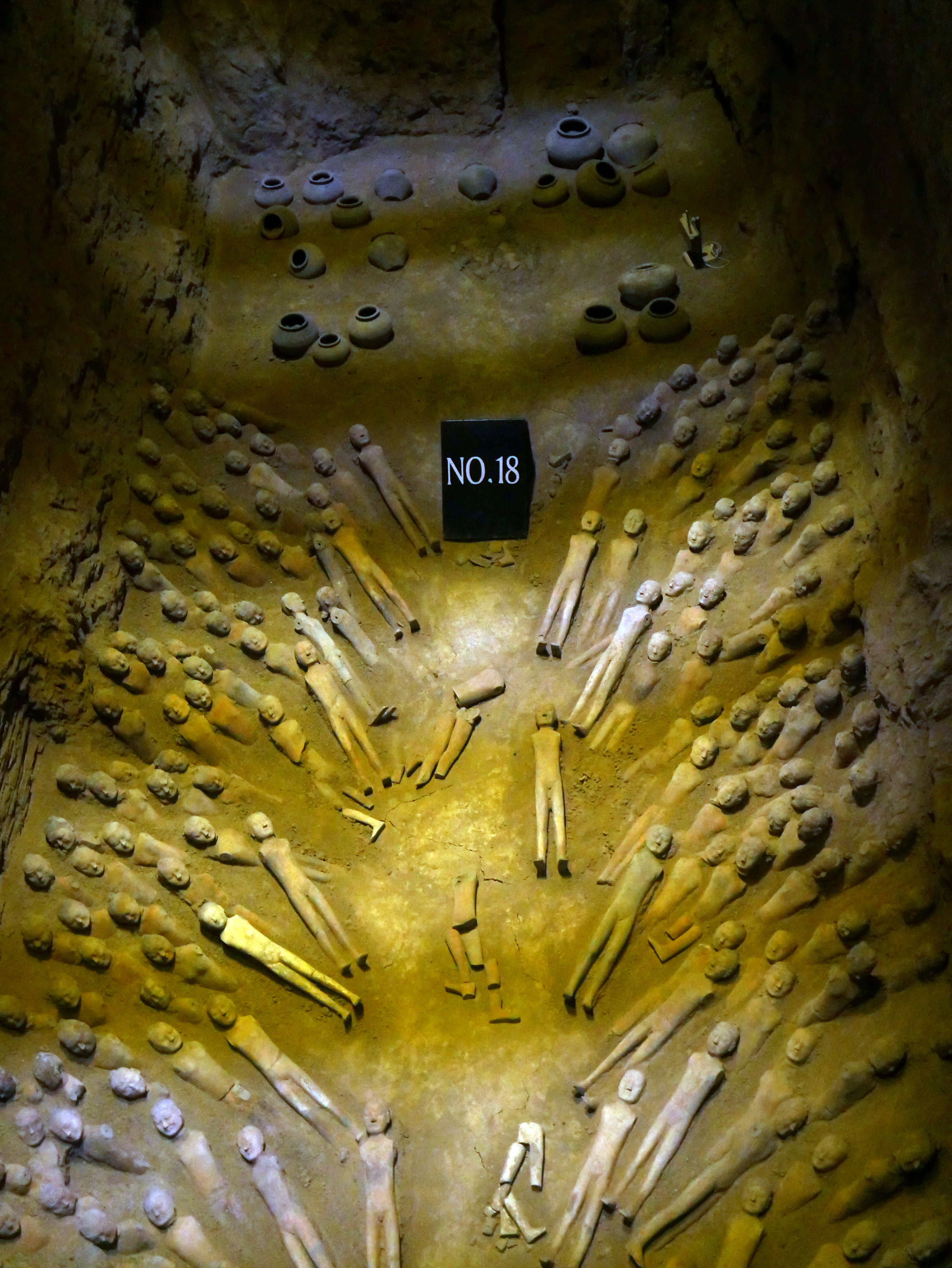
Gravgods till Yangling.

Yangling är placerad längst i öster av de kejserliga gravarna. I Yangling är kejsar Jing (död 141 f.Kr.) begravd tillsammans med Kejsarinnan Wang av Jing. Gravpyramidens sidor är 160 meter, och höjden är 32 meter.
Yangling är (tillsammans med Markis Haihuns grav) den bäst bevarade av Handynastins alla kejsargravar och  är den enda av Västra Handynastins kejsargravar som har blivit utgrävd. Det finns ett museum i anslutning till graven. Gravkomplexet upptar en yta av 20 kvadratkilometer och innehåller utöver kejsaren och kejsarinnans gravar även en stor mängd gravar för höga tjänstemän. Kejsargraven var omsluten av en hög mur med fyra stora portar i de olika väderstrecken. En 110 meter bred processionsväg ansluter mot kejsargravens östra port. Kejsarinnan Wangs grav finns några hundra meter öster om kejsare Jingdis grav och norr om processionsvägen.

### Maoling

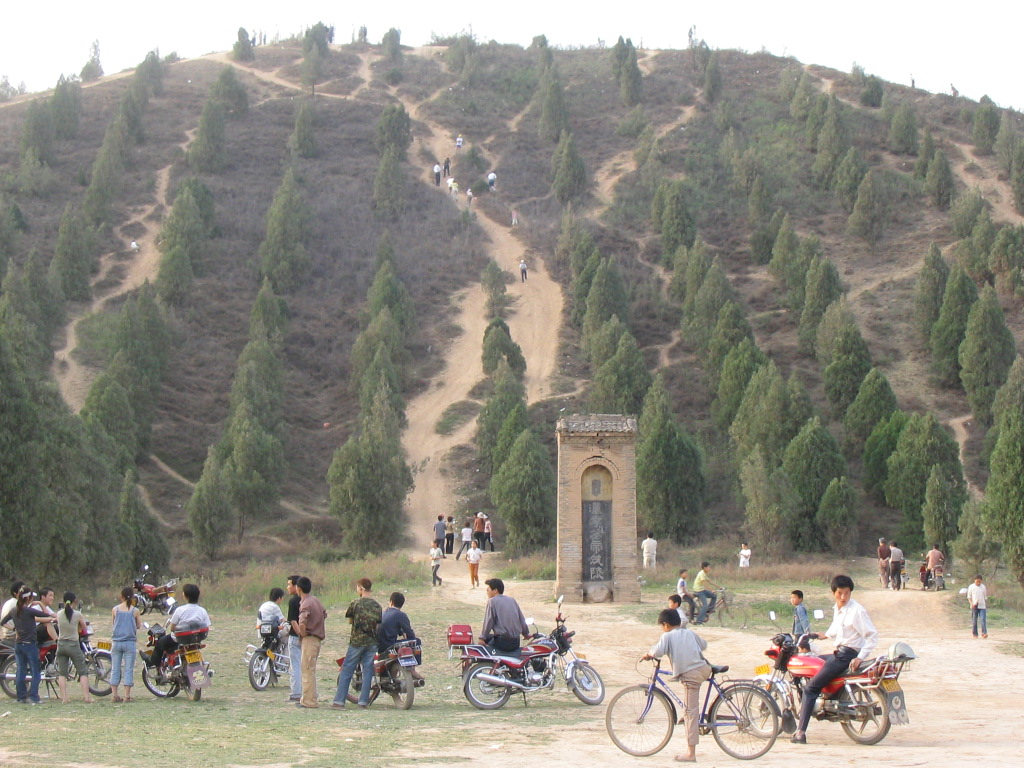
Maoling.

Maoliing ligger i Xingping härad och är den största av Västra Handynastins gravar och upptar mer än 170 000 kvadratmeter. Gravpyramidens sidor mer än 230 meter och dess topplatå är 46,5 meter hög. I Maoling är kejsar Wudi (död 87 f.Kr.) begravd.
Söder om Maoling finns lämningarna efter gravstaden Baiheguan ('vita-tranan-salen') där det vid stadens höjdpunkt bodde 270 000 människor. Maoling kallas även "Orientens pyramid" och uppförandet tog 53 år. Mer än 20 satellitgravar till Maoling finns bevarade, varav den mest kända är general Huo Qubings grav. Gravgården innehåller stora stenskulpturer av personer, djur och mytologiska odjur.

### Pingling
Pingling ligger öster om Maoling.

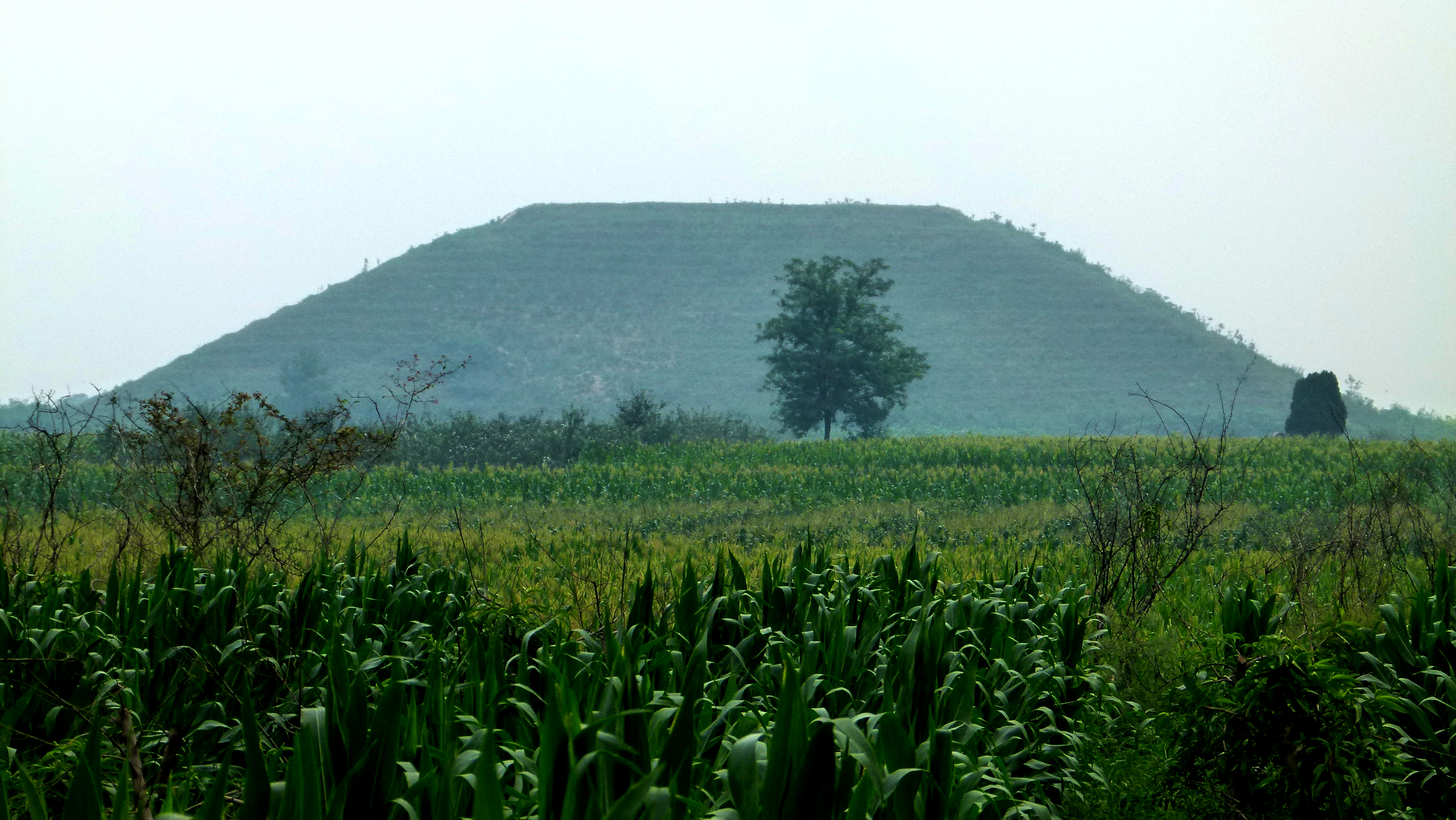
Pingling

I Pingling är kejsar Zhao (död 74 f.Kr.) begravd.
Gravpyramidens sidor är 160 meter, och höjden 29 meter.

### Duling
Duling ligger sydost om Xi'an.

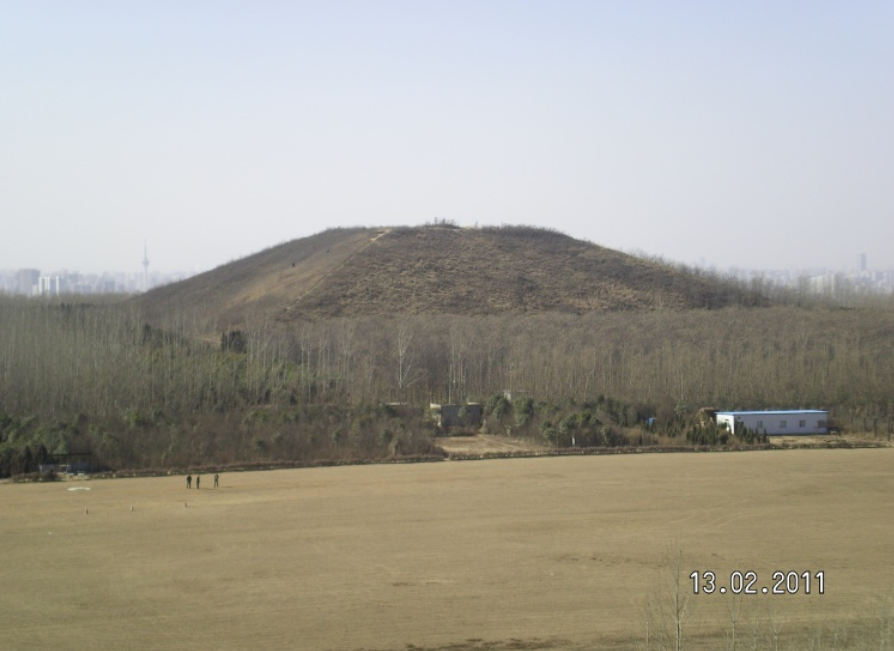
Duling

I Duling är kejsar Xuan (död 49 f.Kr.) begravd.
Gravpyramidens sidor är 170 meter, och den är 29 meter hög.
Den östra porten in till gravområdet är utgrävd.

### Weiling (alt. Fuling[7])

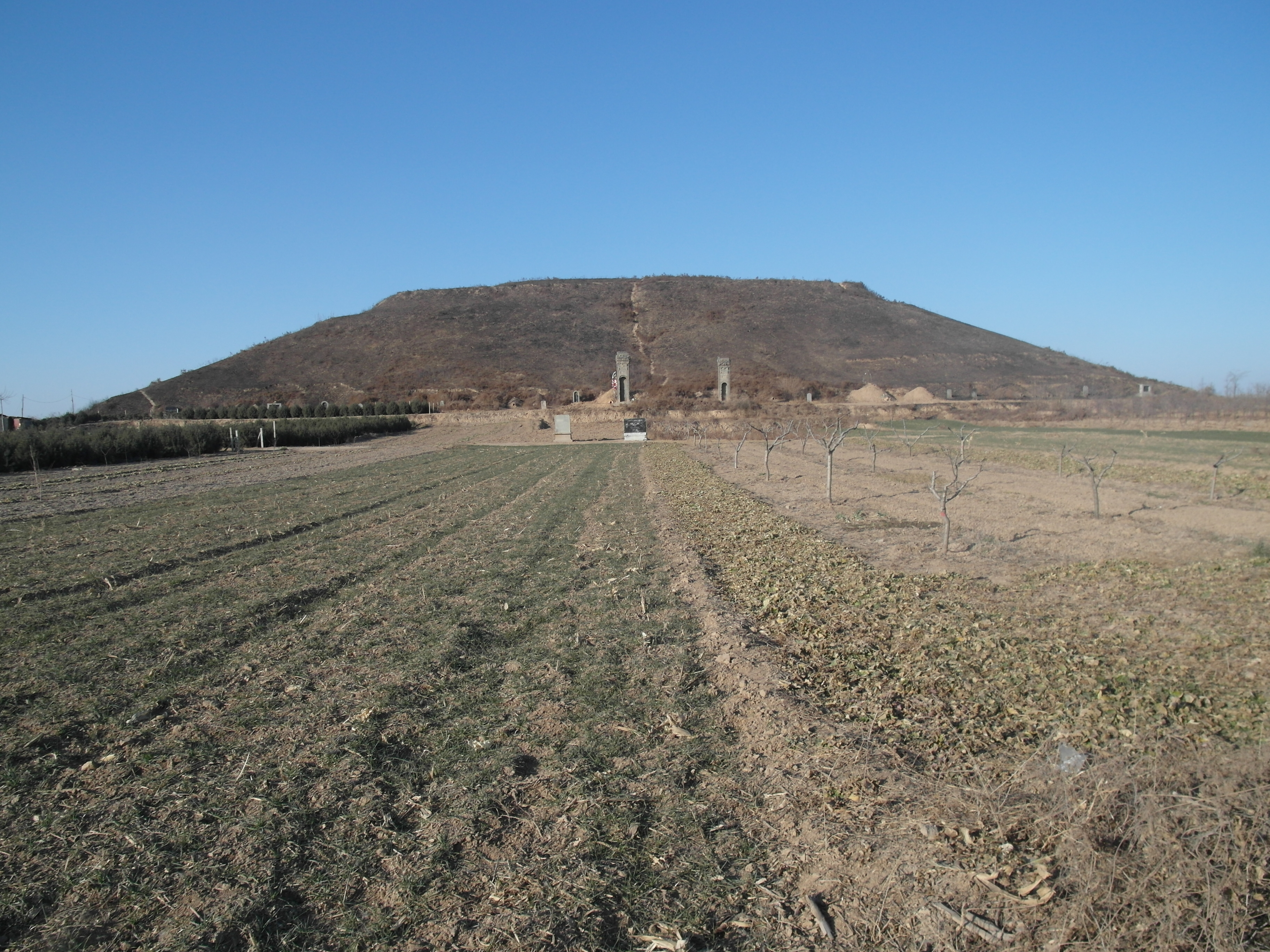
Weiling

Weiling ligger nordost om Xianyang. I Weiling är kejsar Yuan (död 33 f.Kr.) begravd. Gravpyramidens sidor är 120 meter, och den är 29 meter hög. Uppe på pyramidens flata topp finns en upphöjd platå. Det finns en teori om att denna platå har givit Djingis khan inspiration till utförandet av sin egen grav. Precis nordväst om kejsarens gravpyramid finns kejsarinnan Wang Zhengjuns något mindre gravpyramid.

### Yanling
Yanling ligger norr om Xianyang.

Yanling

I Yanling är kejsar Cheng (död 7 f.Kr.) begravd. Gravpyramidens sidor är 172 meter, och den är 31 meter hög. Gravområdet omgavs av en sex till åtta meter bred mur av packad jord. Murens östra och västra sidor var drygt 500 meter långa och norr och södersidorna var drygt 400 meter. Muren hade torn och portar för åtta till nio meter breda vägar. Inom gravområdet finns totalt sju gravar. De flesta finns i östra delen, men i västra delen är en grav som tros tillhöra Xu Ling. I närområdet till Yanlings gravområde finns totalt 50 ytterligare gravar som är täckta med gravhög. Av dessa har 29 identifierats som tillhörande Yanling och de övriga 21 är inte undersökta.

### Yiling
Yiling ligger nordost om Xianyang.

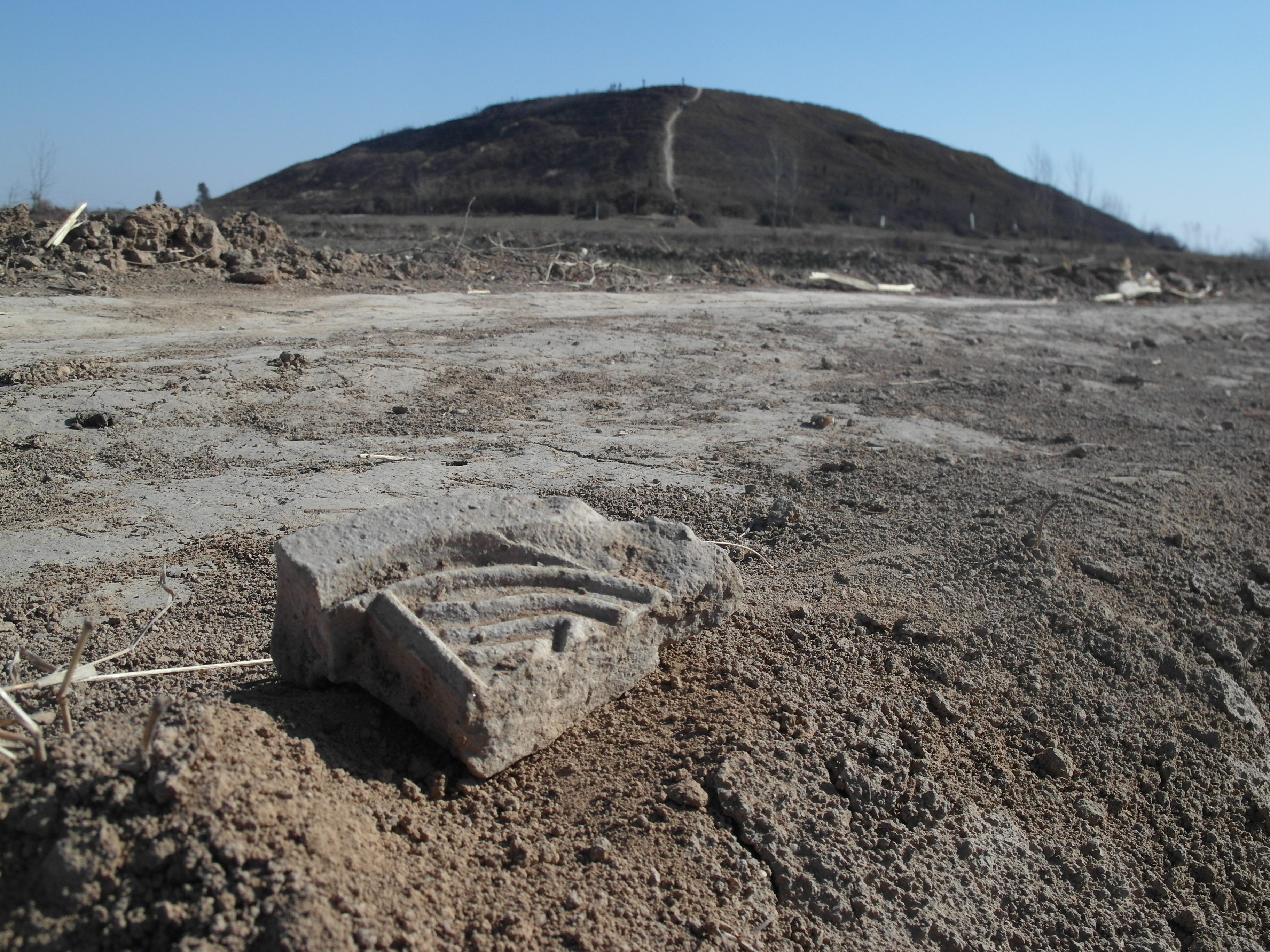
Yiling

I Yiling är kejsar Ai (död 1 f.Kr.) begravd.
Gravpyramidens sidor är 175 meter, och graven är 30 meter hög.

### Kangling
Kangling ligger norr om Xianyang.

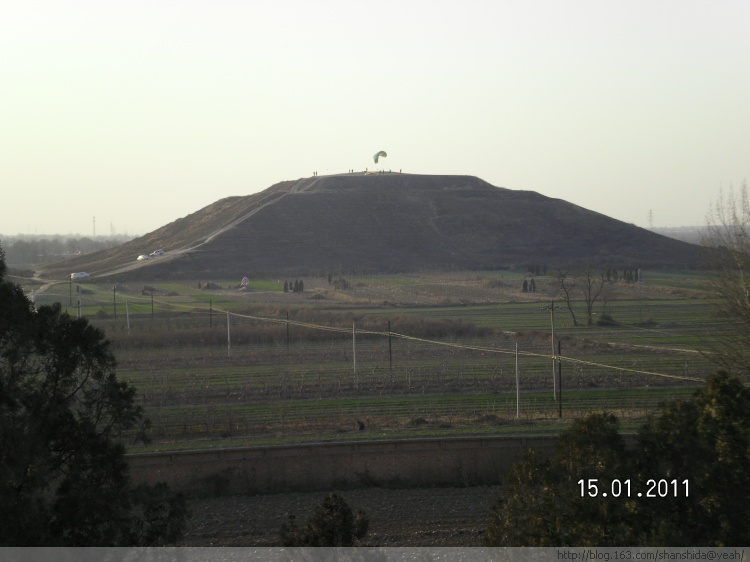
Kangling

I Kangling är kejsar Ping (död 5 e.Kr.) begravd.
Gravpyramidens sidor är 210 meter, och den är 31 meter hög.

## Markis Haihuns grav
Markis Haihun brukar inte listas som officiell kejsare över Västra Handynastin, men han regerade under 27 dagar år 74 f.Kr. Markis Haihuns grav hittades 2011 i byn Da Tangping 13 km öster om Yongxiu i Jiujiang prefektur i Jiangxiprovinsen och har sedan dess blivit utgrävd. Gravplatsen som upptar 46 000 m² innehåller totalt 8 persongravar och en grav för en häst med vagn. Graven är (tillsammans med Yangling) den bäst bevarade kejserliga graven från Handynastin.